# Camera Link
Camera Link是一個由美国國家半導體设计，為计算机视觉及影片應用而設計的串行通訊協議標準，屬於Channel Link。它的初衷是為了將科學與工業用包括攝像機、數據線和幀接收器在內的視訊產品設置一個標準，此標準由AIA運營和管理，AIA是自動化影像協會的簡寫。
Camera Link是AIA的註冊商標。